# Arthur Carnell
Arthur Ashton Carnell (Londra, 21 marzo 1862 – Londra, 11 settembre 1940) è stato un tiratore a segno britannico.
Ha vinto la medaglia d'oro olimpica nel tiro alle Olimpiadi 1908 di Londra nella gara di carabina piccola bersaglio fisso.